# Charnay-lès-Mâcon
Charnay-lès-Mâcon – miejscowość i gmina we Francji, w regionie Burgundia-Franche-Comté, w departamencie Saona i Loara.
Według danych na rok 1990 gminę zamieszkiwały 6102 osoby, a gęstość zaludnienia wynosiła 486 osób/km² (wśród 2044 gmin Burgundii Charnay-lès-Mâcon plasuje się na 34. miejscu pod względem liczby ludności, natomiast pod względem powierzchni na miejscu 766.).